# Pygommatius dasypogon
Pygommatius dasypogon är en tvåvingeart som först beskrevs av H. Oldroyd 1939.  Pygommatius dasypogon ingår i släktet Pygommatius och familjen rovflugor.
Artens utbredningsområde är Uganda. Inga underarter finns listade i Catalogue of Life.